# Jordanische Fußballnationalmannschaft
Die jordanische Fußballnationalmannschaft ist die Nationalmannschaft des haschemitischen Königreichs Jordanien in Vorderasien.

## Weltmeisterschaften
- 1930 bis 1982 – nicht teilgenommen
- 1986 bis 2022 – nicht qualifiziert
- 2026: qualifiziert

An der Qualifikation für das wichtigste Fußballturnier der Welt nahm Jordanien erstmals 1986 teil. Nach einem 1:0-Sieg gegen Katar verlor das Team die drei folgenden Spiele und musste den Mannschaften aus dem Irak und Katar den Vortritt lassen. Bei der Qualifikation für das Turnier in Italien 1990 wurde die jordanische Auswahl ebenfalls nur Dritter in ihrer Qualifikationsgruppe hinter Katar und dem Irak. Im Rahmen der Qualifikation für die WM 1994 konnte Jordanien mit einem 5:0 gegen Pakistan den bis dahin höchsten Sieg in einem WM-Qualifikationsspiel feiern.
Vier Jahre später schied Jordanien bereits in der Vorrunde der WM-Qualifikation aus: In einer Dreiergruppe wurde man mit vier Punkten nur Zweiter hinter den Vereinigten Arabischen Emiraten und vor Bahrain. Im Rahmen der Qualifikation für Japan und Südkorea 2002 lief es noch schlechter: In der ersten Phase der AFC-Qualifikation wurde Jordanien nur Gruppendritter hinter Usbekistan und Turkmenistan. Dafür gelang auf heimischem Boden mit einem 6:0 gegen Taiwan ein neuer vorübergehender Rekordsieg in der WM-Qualifikation.
In der Qualifikation für Deutschland 2006 verpasste Jordanien nur knapp das Vorrücken in die dritte Runde der Asien-Qualifikation. Vor dem letzten Spieltag lag die Mannschaft nach vier Siegen in fünf Spielen gleichauf mit dem Favoriten und späteren WM-Teilnehmer Iran, verlor jedoch das letzte Auswärtsspiel in Katar mit 0:2. Ein Überraschungserfolg war Jordanien zuvor mit einem 1:0-Auswärtssieg im Iran gelungen. Vor 35.000 Zuschauern im Azadi Stadion in Teheran siegte der Außenseiter durch ein Tor von Haitham Al Shboul in der 83. Minute.
Bei der folgenden Qualifikation für Südafrika 2010 erreichte Jordanien die dritte Runde, wo man als Gruppendritter hinter Südkorea und Nordkorea die Qualifikation für das Weltturnier erneut verpasste. Dabei hatte Jordanien mit einem 2:2-Remis gegen Südkorea beim Auswärtsspiel in Seoul auch in diesem WM-Qualifikationsturnier ein beachtliches Ergebnis gegen einen späteren Endrunden-Teilnehmer erreicht.
In der Qualifikation für das 2014 in Brasilien stattfindende Endturnier trat Jordanien nach einem Freilos in der ersten Runde in der zweiten Runde gegen Nepal an. Das Hinspiel in Amman gewannen die Jordanier mit 9:0, was sowohl einen neuen jordanischen WM-Qualifikations-Rekordsieg als auch den höchsten Sieg einer jordanischen Fußballnationalmannschaft überhaupt bedeutete. Mit vier Toren war Hasan Abd al-Fattah in diesem Spiel der erfolgreichste Torschütze. Das Rückspiel in Nepal endete 1:1.
In der dritten Runde gewann Jordanien seine ersten vier Spiele gegen die Gruppengegner Irak, China sowie Singapur und qualifizierte sich vorzeitig für die vierte Runde der AFC-Qualifikation. Dort belegte man in der Gruppe B den dritten Platz und traf in der Folge auf den Dritten der Gruppe A, Usbekistan. Die beiden direkten WM-Teilnehmer Japan und Australien hatte Jordanien jeweils zuhause mit 2:1 bezwungen, auswärts jedoch jeweils klar verloren (0:6 in Japan, 0:4 in Australien). Am letzten Spieltag der Gruppe B bezwang die jordanische Elf den Oman in Amman mit 1:0 und sprang so noch auf den dritten Platz.
Das Hinspiel gegen Usbekistan in Amman endete 1:1. Im Rückspiel in Taschkent stand es nach 90 Minuten und auch nach Verlängerung ebenfalls 1:1, sodass das Elfmeterschießen entscheiden musste. Dort gewann Jordanien mit 9:8 und sicherte sich die Teilnahme an den interkontinentalen Entscheidungsspielen gegen Uruguay, den Fünften der Südamerika-Qualifikation (CONMEBOL). Nachdem das Heimspiel mit 0:5 verloren gegangen war, erreichte der Außenseiter in Montevideo gegen den zweimaligen Fußball-Weltmeister immerhin ein 0:0, das aber nicht zur erstmaligen Qualifikation für die WM reichte.
In der Qualifikation für die WM 2018 traf die Mannschaft in der zweiten Runde auf Australien, Tadschikistan, Kirgisistan und Bangladesch. Die Mannschaft belegte den 2. Platz und schied als einer der schwächsten Gruppenzweiten aus.
In der Qualifikation für die WM 2022 traf die Mannschaft in der zweiten Runde auf Australien, Kuwait, Nepal und Chinese Taipei und belegte den 3. Platz und schied aus.
Durch einen 3:0-Sieg gegen Oman am 5. Juni 2025 sicherte sich Jordanien erstmals einen Platz bei der Weltmeisterschaft 2026.

## Asienmeisterschaften
- 1956 bis 1968: nicht teilgenommen
- 1972: nicht qualifiziert
- 1976 bis 1980: nicht teilgenommen
- 1984 bis 1988: nicht qualifiziert
- 1992: nicht teilgenommen
- 1996 bis 2000: nicht qualifiziert
- 2004: Viertelfinale
- 2007: nicht qualifiziert
- 2011: Viertelfinale
- 2015: Gruppenphase
- 2019: Achtelfinale
- 2024: 2. Platz
- 2027: Qualifiziert

2004 gelang Jordanien erstmals die Qualifikation für eine Fußball-Asienmeisterschaft. Nach zwei 0:0-Unentschieden gegen Südkorea und die Vereinigten Arabischen Emirate sowie einem 2:0-Erfolg gegen Kuwait konnte man als Zweiter der Vorrundengruppe ins Viertelfinale einziehen. Dort stand es nach regulärer Spielzeit gegen Japan 1:1-Unentschieden. Im Elfmeterschießen musste Jordanien sich schließlich mit 3:4 geschlagen geben und schied aus.
Nachdem für das Turnier 2007 die Qualifikation verpasst worden war, nahm Jordanien 2011 erneut an der Asien-Meisterschaft teil. In Katar trotzte die Mannschaft im ersten Gruppenspiel dem späteren Turniersieger Japan ein 1:1-Unentschieden ab; bis in die Nachspielzeit hatten die Jordanier durch ein Tor von Hasan Abd al-Fattah mit 1:0 geführt. Nach zwei Siegen über Saudi-Arabien und Syrien qualifizierte man sich als Gruppenzweiter für das Viertelfinale. Dort schied Jordanien nach einer 1:2-Niederlage gegen Usbekistan aus.
Bei der Asienmeisterschaft 2015 in Australien traf Jordanien in der Gruppe D erneut auf Titelverteidiger Japan, weitere Gegner waren der Irak und die Auswahl Palästinas. Jordanien wurde mit drei Punkten Drittplatzierter der Gruppe und schied dadurch aus.

## Westasienmeisterschaften
- 2000 – 4. Platz
- 2002 – 2. Platz
- 2004 – 3. Platz
- 2007 – Halbfinale
- 2008 – 2. Platz
- 2010 – Gruppenphase
- 2012 – Gruppenphase
- 2014 – 2. Platz
- 2019 – Gruppenphase

Jordanien war bisher dreimal Gastgeber der Westasienmeisterschaft. Das Turnier wurde in den Jahren 2000, 2007 und 2010 jeweils in der jordanischen Hauptstadt Amman ausgetragen.
Als größte Erfolge Jordaniens bei der Westasienmeisterschaft stehen drei zweite Plätze zu Buche. 2002 in Syrien unterlag man dem Irak im Finale erst nach Verlängerung mit 3:2. Sechs Jahre später verlor Jordanien im Endspiel mit 1:2 gegen den Gastgeber Iran, 2014 schließlich mit 0:2 gegen Gastgeber Katar.

## Teilnahme Jordaniens am FIFA-Arabien-Pokal
- 2021 – Viertelfinale

## Rekordspieler
| Rang | Name                         | Einsätze | Tore | Position   | Zeitraum  |
| ---- | ---------------------------- | -------- | ---- | ---------- | --------- |
| 01.  | Amer Shafi                   | 171      | 01   | Tor        | 2002–0000 |
| 02.  | Baha’ Abdel-Rahman           | 143      | 07   | Mittelfeld | 2007–0000 |
| 03.  | Amer Deeb                    | 142      | 19   | Mittelfeld | 2002–2014 |
| 04.  | Hatem Aqel                   | 137      | 10   | Abwehr     | 2000–2014 |
| 05.  | Odai Al-Saify                | 119      | 15   | Angriff    | 2003–0000 |
| 06.  | Abdallah Deeb                | 116      | 21   | Mittelfeld | 2000–2016 |
| 07.  | Hamza Ali Khaled al-Daradreh | 113      | 31   | Angriff    | 2011–0000 |
| 08.  | Hassan Mahmoud               | 109      | 29   | Angriff    | 2002–2015 |
| 09.  | Anas Bani Yaseen             | 106      | 06   | Mittelfeld | 2008–0000 |
| 10.  | Bashar Bani Yaseen           | 103 (99) | 02   | Abwehr     | 1999–2012 |
| 11.  | Hassouneh al-Sheikh          | 101      | 09   | Mittelfeld | 1997–2010 |

Stand: 19. November 2024, Quelle: rsssf.org

## Rekordtorschützen
| Rang | Name                         | Tore | Einsätze | Quote | Zeitraum  |
| ---- | ---------------------------- | ---- | -------- | ----- | --------- |
| 01.  | Hamza Ali Khaled al-Daradreh | 31   | 113      | 0,27  | 2011–0000 |
| 02.  | Hasan Abd al-Fattah          | 29   | 109      | 0,27  | 2004–2015 |
| 03.  | Badran Mohammad al-Shagran   | 27   | 061      | 0,44  | 1997–2006 |
| 04.  | Yazan al-Naimat              | 23   | 051      | 0,45  | 2021–0000 |
| 05.  | Musa al-Taamari              | 22   | 074      | 0,30  | 2016–0000 |
| 06.  | Mahmoud Omar Shelbaieh       | 21   | 083      | 0,25  | 2000–2011 |
| 06.  | Abdallah Deeb                | 21   | 116      | 0,18  | 2000–2016 |
| 08.  | Amer Deeb                    | 19   | 142      | 0,13  | 2002–2014 |
| 09.  | Ahmad Hayel Ibrahim          | 17   | 079      | 0,22  | 2005–2015 |
|      | Moayad Salim Mansour         | 17   | 064      | 0,27  | 1999–2006 |
| 11.  | Ali Olwan                    | 15   | 048      | 0,31  | 2020–0000 |
| 11.  | Odai al-Saify                | 15   | 119      | 0,13  | 2003–0000 |
| 11.  | Baha'a Faisal Mohammed Seif  | 15   | 057      | 0,26  | 2016–0000 |

## Trainer
- Mahmoud El-Gohary (2002–2007)
- Nelo Vingada (2007–2009)
- Adnan Hamad (2009–2013)
- Hossam Hassan (2013–2014)
- Ahmed Abdel-Qader (2014)
- Ray Wilkins (2014–2015)
- Ahmed Abdel-Qader (2015)
- Paul Put (2015–2016)
- Abdullah Abu Zema (2016)
- Harry Redknapp (2016)
- Abdullah Abu Zema (2016)
- Abdullah Mesfer (2016–2017)
- Jamal Abu-Abed (2017–2018)
- Vital Borkelmans (2018–2021)
- Adnan Hamad (2021–2023)
- Hussein Ammouta (2023–2024)
- Jamal Sellami (seit 2024)

## Spieler
Als herausragender Spieler der jordanischen Auswahl der vergangenen Jahre gilt Hasan Abd al-Fattah. Der Stürmer, der neben einem Engagement beim Club al-Wihdat in Amman schon in der Liga der Vereinigten Arabischen Emirate sowie in Syrien und Kuwait spielte, erlangte Bekanntheit durch seine wichtigen Tore. Abdel Fattah traf doppelt beim 2:2 in Südkorea im Mai 2008, vierfach beim 9:0–Rekordsieg gegen Nepal oder beim überraschenden 1:1 gegen Japan bei der Asienmeisterschaft 2011.
Mit Stürmer Thaer Bawab, der aus der Jugend von Real Madrid stammt und 2014/15 für den rumänischen Erstligisten CSU Craiova spielt, ist nur ein jordanischer Nationalspieler in Europa tätig. Odai Al-Saify stand in der Spielzeit 2010/11 in Zypern bei Alki Larnaka unter Vertrag.